# Karl Pötzinger
Karl Pötzinger (ur. 1908 w Lipsku, zm. 22 grudnia 1944 w okolicach Triestu) – niemiecki zbrodniarz wojenny, SS-Scharführer, uczestnik akcji T4, członek personelu obozów zagłady w Treblince i Sobiborze, zginął w alianckim nalocie lotniczym.

## Życiorys
Urodził się w 1908 roku, prawdopodobnie w Lipsku. O jego dzieciństwie i młodości brak bliższych informacji. Niektóre źródła podają, że z zawodu był policjantem. Wiadomo, że uczestniczył w eksterminacji osób psychicznie chorych, prowadzonej w III Rzeszy pod kryptonimem akcja T4. Był zatrudniony w „ośrodkach eutanazji” w Brandenburgu i Bernburgu, gdzie zajmował się kremacją zwłok zgazowanych pacjentów.
Jak wielu innych uczestników programu „eutanazji” otrzymał przydział do personelu obozu zagłady w Treblince. Otrzymał też stopień SS-Unterscharführera. Służył w tzw. górnym obozie, czyli w strefie zagłady, w której znajdowały się komory gazowe i masowe groby. W niektórych źródłach jest opisywany jako zastępca kierownika „górnego obozu” lub jako jego adiutant. Nadzorował grzebanie zwłok zamordowanych Żydów, a późnej ich kremację. Eliahu Rosenberg, jeden z ocalałych więźniów, zeznał na procesie Adolfa Eichmanna, że pewnego razu Pötzinger zastrzelił 15-letnią żydowską dziewczynę, która przeżyła gazowanie.
Jesienią 1943 roku, po likwidacji obozu, służył przez krótki czas w ośrodku zagłady w Sobiborze. Gdy obóz ten również uległ likwidacji, został – podobnie jak większość weteranów akcji „Reinhardt” – przeniesiony na wybrzeże Adriatyku. Uczestniczył tam w walkach z partyzantką i eksterminacji miejscowych Żydów. Zginął w alianckim nalocie lotniczym 22 grudnia 1944 roku. Spoczywa na niemieckim cmentarzu wojskowym w Costermano.